# Alexander Claffy
Alexander 'Alex' Claffy (9 juni 1992) is een Amerikaanse jazzcontrabassist van de modernjazz en de postbop.

## Biografie
Alexander Claffy is afkomstig uit de omgeving van Philadelphia (Pennsylvania) en is de zoon van een pianist en een zangeres, waardoor hij al vroeg met muziek in aanraking kwam. Hij speelde aanvankelijk e-bas, voordat hij wisselde naar de contrabas. Onderricht kreeg hij vervolgens bij de bassist Mike Boone, daarna bij Dwayne Burno, Ben Wolfe, Gregg August en Ron Carter. Hij studeerde aan The New School.
Vanaf begin jaren 2010 werkte hij o.a. met Orrin Evans, met wie ook in 2013 eerste opnamen ontstonden (It Was Beauty; Criss Cross Jazz, 2013). Bovendien speelde hij met Johnny O'Neal, Louis Hayes, Russell Malone, Wallace Roney, Christian Scott, Jim Snidero en Sean Jones. Hij werkte ook mee bij opnamen van David Gibson, Nancy Harrow, Sandy Taylor, John Petrucelli, Ben Eunson, Benny Benack III en J.D. Allen III. Op het gebied van de jazz was hij tussen 2013 en 2018 betrokken bij twaalf opnamesessies.
Claffy bracht onder zijn eigen naam het album Standards: What Are You Doing the Rest of Your Life? uit, waaraan o.a. Kurt Rosenwinkel en Dave Kikoski hadden meegewerkt. Daarop vertolkt hij popsongs en standards zoals Michelle van Lennon/McCartney, Is That So? van Duke Pearson en Just One of Those Things en You Must Believe in Spring van Cole Porter. Tegenwoordig treedt hij in New York op als lid van de bands van Charles Owens, Sharel Cassity, Benny Benack, Itamar Borochov en Seamus Blake en met zijn eigene trio resp. kwintet.
- Gemeinsame Normdatei: 1055835318
- Virtual International Authority File: 309722172
- WorldCat: E39PBJwhwBrwqBmP4tPCCC9kXd